# Рил
Рил (фр. Risle) је река у Француској. Дуга је 145 km. Улива се у Сену. 